# Nostalrock
Nostalrock (рус. «Рок-ностальгия») — студийный альбом итальянского певца и актёра Адриано Челентано, вышедший 31 октября 1973 года. Диск содержит несколько известных песен, которые уже ранее исполнялись другими певцами (отсюда и название альбома).

## Об альбоме
Единственная авторская песня «Prisencolinensinainciusol» в этом альбоме — состоит из непонятных выдуманных слов, которые ничего не обозначают, что символизирует разобщенность людей, неспособных понять друг друга, и исполняется речитативом, что можно расценить как один из первых рэп-экспериментов — долго оставалась в верхних строчках европейских хит-парадов и попала в американские поп-чарты. В конце 2009 года композиция стала интернет-мемом.

## Список композиций
1. Pennsylvania 65000
2. Prisencolinensinainciusol
3. Sul cappello (фрагмент)
4. Send me some lovin'
5. Guitar boogie (фрагмент 1)
6. Only you
7. Guitar boogie (фрагмент 2)
8. Lotta lovin' (фрагмент)
9. I will drink the wine
10. Tutti frutti
11. In the mood (фрагмент)
12. We’re gonna move
13. Cry
14. Di qua e di là del Piave (фрагмент)
15. Be bop a lula
16. Shake rattle and roll